# Ashley Liao

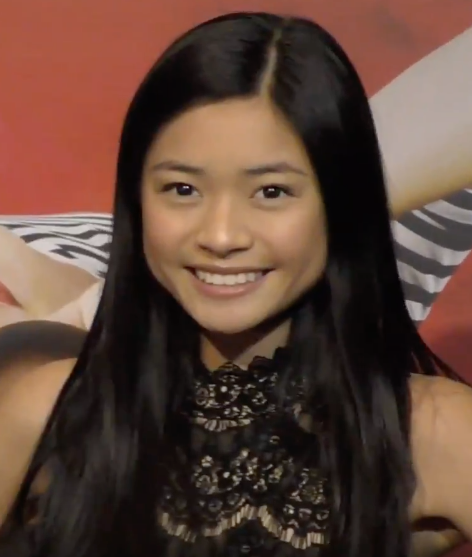
Ashley Liao

Ashley Liao (* 21. Oktober 2001 in den USA) ist eine US-amerikanische Schauspielerin.

## Karriere
Ihr Debüt als Schauspielerin gab Liao 2014 in einer Folge der Fernsehserie Bad Teacher. Es folgten weitere Auftritte in Filmen und Serien, unter anderem in Fresh Off the Boat und Nicky, Ricky, Dicky & Dawn. Von 2016 bis 2017 spielte sie in Fuller House – dem Spin-off der Serie Full House – die Rolle der Lola und hatte 2020 in dessen letzter Folge einen Gastauftritt. 2016 mimte sie in der Serie The Kicks die Parker Zhao.

## Filmografie (Auswahl)
- 2014: Bad Teacher (Fernsehserie, eine Folge)
- 2016: Fresh Off the Boat (Fernsehserie, eine Folge)
- 2016: Jessica Darling’s It List
- 2016: Nicky, Ricky, Dicky & Dawn (Fernsehserie, eine Folge)
- 2016: The Kicks (Fernsehserie, 7 Folgen)
- 2016–2017, 2020: Fuller House (Fernsehserie, 16 Folgen)
- 2018: Speechless (Fernsehserie, eine Folge)
- 2019: Navy CIS (Fernsehserie, eine Folge)
- 2020: Der geheime Club der zweitgeborenen Royals (Secret Society of Second-Born Royals)
- 2021: Physical (Fernsehserie, 7 Folgen)
- 2021–2022: Dragons: The Nine Realms (Fernsehserie, 14 Folgen)
- 2023: Love in Taipei
- 2023: Die Tribute von Panem – The Ballad of Songbirds and Snakes (The Hunger Games: The Ballad of Songbirds and Snakes)

## Synchronstimme
In Fuller House und Navy CIS: L.A. wurde Liao von Lina Rabea Mohr gesprochen.